# Finžgarjeva nagrada
Finžgarjevo nagrado je ustanovila Nova založba ob pisateljevi 70-letnici. Osvežiti jo je hotela ob njegovi 90-letnici Mohorjeva družba.
- 1942 Janko Moder za roman Sveta zemlja; dLib
- 1943 Stanko Cajnkar za roman Noetova barka[2]